# Åhus distrikt
Åhus distrikt är ett distrikt i Kristianstads kommun och Skåne län. 
Distriktet ligger vid kusten, söder om Kristianstad. 

## Tidigare administrativ tillhörighet
Distriktet inrättades 2016 och utgörs av området Åhus köping omfattade till 1971 vars område före 1952 utgjorde Åhus socken.
Området motsvarar den omfattning Åhus församling hade vid årsskiftet 1999/2000.